# 阿尔勒站
阿尔勒站是法国的一个铁路车站，位于法国城市阿尔勒。

## 位置
阿尔勒站位于阿尔勒市区的北部。车站大致呈南北走向，开口朝西。车站前方设有大型露天停车场。

## 停靠线路
以下列车线路在阿尔勒站停靠：
| 阿尔勒站列车线路表                          |              |          |                     |              |
| 线路                                        | 车种         | 上一站   | 下一站              | 大致运行频率 |
| 巴黎—米拉马斯                               | TGV          | 阿维尼翁 | 米拉马斯            | 每天1~2趟    |
| 波尔多—马赛                                 | INTERCITÉS   | 尼姆     | 马赛                | 每天3趟左右  |
| 里昂—马赛                                   | 法国大区列车 | 阿维尼翁 | 米拉马斯            | 每天6趟左右  |
| 阿维尼翁—马赛/土伦                          | 法国大区列车 | 阿维尼翁 | 圣马丹勒科/米拉马斯 | 每天13趟左右 |
| 塞尔贝尔/佩皮尼昂/纳博讷/蒙彼利埃/尼姆—马赛 | 法国大区列车 | 塔拉斯空 | 圣马丹勒科          | 每天6趟左右  |
| 1.                                          |              |          |                     |              |

## 配套交通

### 大巴车
阿尔勒站对应的大巴车上下车地点位于车站正前方的道路上。
- 罗讷河口省政府下属的城际客运公司提供前往普罗旺斯萨隆、卡瓦永和罗讷圣路易港方向的大巴车线路[3]。
- 普罗旺斯客运公司（法语：LER Provence-Alpes-Côte d'Azur）提供前往阿维尼翁TGV站的大巴车线路。
- 加尔省政府下属的城际客运公司提供前往尼姆的大巴车线路。

此外，当某条铁路线施工或罢工时，SNCF也会提供途径该线路沿途站点的大巴车。

### 市内交通
阿尔勒站对应的公交车站名称为“Gare SNCF”，停靠该站的公交线路包括阿尔勒公交A线和10路、20路、30路。

## 临近车站
| 阿尔勒站（Gare d'Arles）                        |                |              |
| 上行车站                                        | 线路           | 下行车站     |
| 阿维尼翁中央站←（正线）↖ 塔拉斯空站←（联络线）↙ | 巴黎－马赛铁路 | 圣马丹勒科站 |